# Dioscorea grandiflora
Dioscorea grandiflora är en enhjärtbladig växtart som beskrevs av Carl Friedrich Philipp von Martius och August Heinrich Rudolf Grisebach. Dioscorea grandiflora ingår i släktet Dioscorea och familjen Dioscoreaceae. Inga underarter finns listade i Catalogue of Life.